# Клайн-Треббов
Клайн-Тре́ббов (нем. Klein Trebbow) — община в Германии, в земле Мекленбург-Передняя Померания.
Входит в состав района Северо-Западный Мекленбург. Подчиняется управлению Лютцов-Любсторф. Население составляет 899 человек (на 31 декабря 2010 года). Занимает площадь 25,34 км².